# Gmina Czarny Bór
Die Gmina Czarny Bór ist eine Landgemeinde im Powiat Wałbrzyski der Woiwodschaft Niederschlesien in Polen. Ihr Sitz ist der gleichnamige Ort (deutsch Schwarzwasser) mit etwa 2200 Einwohnern.

## Geographie

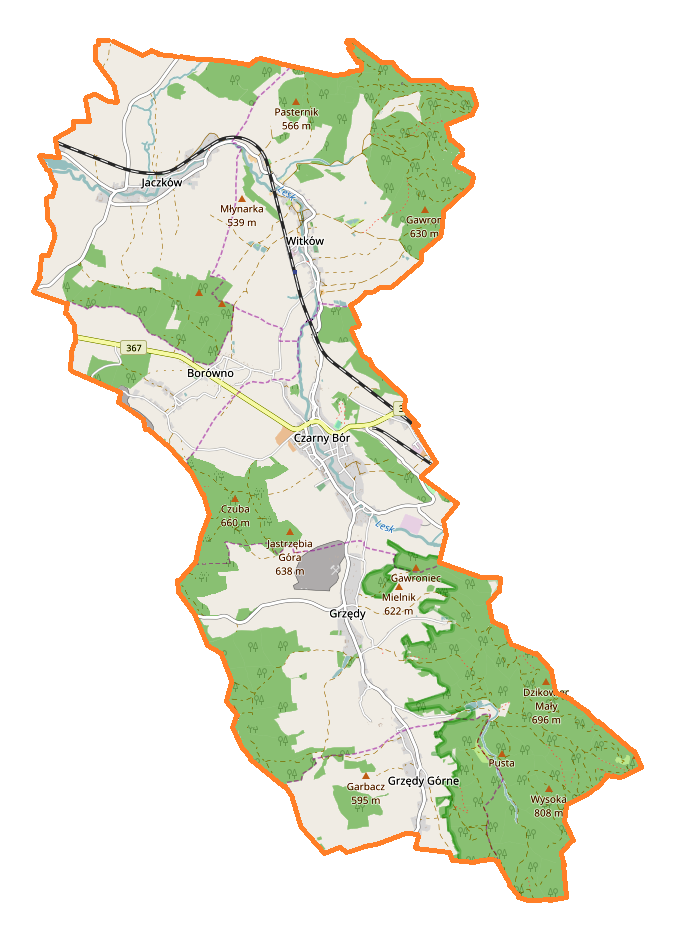
Karte der Gemeinde

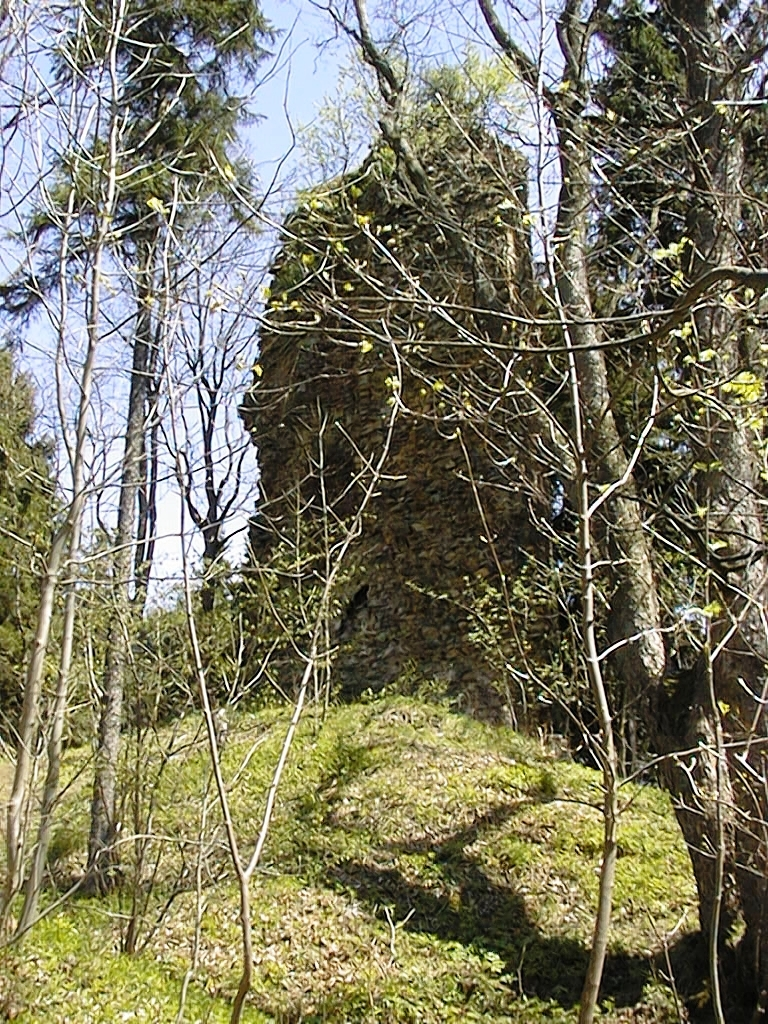
Ruine der Burg Liebenau (Symbol des Gemeindewappens)

Die Gemeinde liegt im Süden der Woiwodschaft. Die Kreisstadt Wałbrzych (Waldenburg) liegt acht Kilometer östlich, Breslau etwa 70 Kilometer nordöstlich.
Nachbargemeinden sind Marciszów im Nordwesten, Stare Bogaczowice im Nordosten, Boguszów-Gorce im Osten, Mieroszów im Süden und die Landgemeinde Kamienna Góra im Westen – unterbrochen durch eine etwa 300 Meter lange Grenze zur Stadt Kamienna Góra.
Die Gemeinde liegt im Waldenburger Bergland. Höchste Erhebung auf Gemeindegebiet ist die Wysoka mit 808 m n.p.m. Höhe. Wichtigstes Fließgewässer ist die Lässig polnisch Lesk, ein Zufluss des Bober.

## Geschichte
Die Landgemeinde wurde 1973 aus Gromadas wieder gebildet. Ihr Gebiet kam 1975 von der Woiwodschaft Breslau zur Woiwodschaft Wałbrzych, der Powiat Kamiennogórski wurde aufgelöst. Zum 1. Januar 1999 kam die Gemeinde zur Woiwodschaft Niederschlesien und zum Powiat Wałbrzyski.

## Partnerschaften
Gemeindepartnerschaften bestehen mit Juodšiliai (Rajongemeinde Vilnius) in Litauen und Nechanice (Nechanitz) in Tschechien.

## Gliederung
Die Landgemeinde Czarny Bór besteht aus sechs Dörfern mit einem Schulzenamt (sołectwo; deutsche Namen, amtlich bis 1945).
- Borówno (Grüssauisch Hartau)
- Czarny Bór (Schwarzwasser)
- Grzędy (Konradswaldau)
- Grzędy Górne (Oberkonradswaldau)
- Jaczków (Hartmannsdorf)
- Witków (Wittgendorf)

## Verkehr
Die Woiwodschaftsstraße DW367 führt von Jelenia Góra (Hirschberg) über Kamienna Góra (Landeshut) und Czarny Bór in die Kreisstadt Wałbrzych (Waldenburg). Die Bahnstation Witków Śląski besteht an der Bahnstrecke Breslau–Görlitz (Schlesische Gebirgsbahn). Der nächste internationale Flughafen ist Breslau.